# Merulina scabricula
Merulina scabricula är en korallart som beskrevs av James Dwight Dana 1846. Merulina scabricula ingår i släktet Merulina och familjen Merulinidae. IUCN kategoriserar arten globalt som livskraftig. Inga underarter finns listade i Catalogue of Life.